# Vanidades
Vanidades es una revista femenina en español que abarca temas de moda, belleza, realeza, celebridades, salud, viajes y cocina. Originalmente publicada en Cuba en 1937 por la Editorial Carteles, S. A., actualmente es publicada por la Editorial Televisa, y distribuida en América.
Al asumir Fidel Castro el poder, la sede de la revista se trasladó a Miami y Nueva York. Actualmente la sede principal se encuentra en México, aunque hay sedes locales en Estados Unidos, Puerto Rico, República Dominicana, Bolivia y Brasil. Para garantizar su éxito algunos contenidos son adaptados localmente a las preferencias de cada país.
La popular autora Corín Tellado fue colaboradora de la revista a partir de 1951, pasando la tirada de la revista en poco tiempo de 16.000 a 68.000 ejemplares quincenales. La autora mantuvo la colaboración más de 50 años.
También se distribuía en Venezuela a través del Bloque Dearmas, dejó de publicarse en diciembre del 2018, debido a la crisis socioeconómica y política que se vive en dicho país. La revista dejó de circular en Colombia por el cierre de Editorial Televisa el 26 de enero de 2019 y posteriormente en Perú, Ecuador, Argentina y Chile en febrero de 2019 y también, en Paraguay en marzo del 2019 y en Nicaragua en junio del 2019.
La revista vuelve a publicarse en papel impreso y en digital en Chile de la mano de Alfa Editores S.A., el martes 4 de abril de 2023 tras cuatro años de silencio.